# Републикански път III-861
Републикански път IIІ-861 е третокласен път, част от Републиканската пътна мрежа на България, преминаващ по територията на Пловдивска и Смолянска област. Дължината му е 42,3 km.
Пътят се отклонява наляво при 45,2 km на Републикански път II-86 при пътен разклон Юговско ханче и се насочва на юг по долината на Юговска река (десен приток на Чепеларска река). След като се изкачи до село Югово пътят отново слиза в долината на реката, преминава през град Лъки и продължава изкачването си нагоре в Родопите по долината на Джурковска река. Преминава през селата Джурково и Здравец и западно от хижа "Момчил юнак" достига билото на Переликско-Преспанския дял на Родопите. Там завива на запад и по билото на рида достига до седловината Рожен, където отново се свързва с Републикански път II-86 при неговия 89,1 km.
По протежението на Републикански път IIІ-861 от него се отделят два третокласни пътя от Републиканската пътна мрежа с четирицифрени номера:
- при 13,6 km, северно от град Лъки — наляво Републикански път III-8611 (59,4 km) през селата Белица, Загражден, Глогино и Давидково до село Оряховец при 30,4 km на Републикански път III-863;
- при 40,1 km, североизточно от седловината Рожен — надясно Републикански път III-8612 (3,6 km) до астрономическата обсерватория Рожен.

| Пътища, отклоняващи се надясно (населено място, № на пътя, посока на пътя) | km   | Пътища, отклоняващи се наляво (посока на пътя, № на пътя, населено място) |
| -------------------------------------------------------------------------- | ---- | ------------------------------------------------------------------------- |
| Община Лъки, Област Пловдив, II-86, 45,2 km →                              | 0,0  | → 45,2 km, II-86, Област Пловдив, Община Лъки                             |
| с. Югово                                                                   | 5,2  | с. Югово                                                                  |
|                                                                            | 13,6 | → 0 km, IIІ-8611 (до с. Оряховец)                                         |
| гр. Лъки                                                                   | 15,7 | → гр. Лъки, общински път (за с. Манастир)                                 |
| (за с. Дряново) общински път ←                                             | 18,9 |                                                                           |
|                                                                            | 23,6 | → общински път (за с. Джурково)                                           |
| с. Здравец                                                                 | 28,1 | с. Здравец                                                                |
| Община Смолян, Област Смолян                                               | 33,2 | Област Смолян, Община Смолян                                              |
|                                                                            | 35,4 | → общински път (за с. Кутела)                                             |
|                                                                            | 35,7 | ← 6 km, III-8631 (от с. Момчиловци)                                       |
| (до астрономическа обсерватория Рожен) III-8612, 0 km ←                    | 40,1 |                                                                           |
| (от 220,8 km на I-8) II-86, 89,1 km, седл. Рожен →                         | 42,3 | → седл. Рожен, 89,1 km, II-86 (до ГКПП Елидже)                            |